# Потік ентропії
Потік ентропії (рос. поток энтропии, англ. entropy flow) — векторна термодинамічна величина, нормальна складова якої до довільної поверхні в даній точці дорівнює ентропії, що передається в одиницю часу через одиничний елемент цієї поверхні.